# Château d'Yquem
Château d'Yquem é um lagar nas vinhas de Bordéus , produzindo um vinho licoroso com o mesmo nome. Este é o único Premier Cru Supérieur classificado como Sauternes . O château está listado como monumento histórico desde 2003 .

## História

### Era moderna
Uma primeira fortaleza existiu no seculo XII , porque a localização domina o vale de Ciron . Em 1453 a região de Bordéus, até então propriedade dos duques de Aquitânia, também reis de Inglaterra, passou para o domínio real do rei Carlos VII de França . No 8 de dezembro de 1853 , Jacques Sauvage, um notável local (um de seus ancestrais foi prefeito de Bordéus), tornou-se arrendatário em Yquem e mandou reconstruir o castelo lá. Seu descendente Léon de Sauvage d'Yquem foi enobrecido pela compra do feudo em 16 de julho de 1711.
Os edifícios atuais do Château d'Yquem datam do seculo XVI e do seculo XVII e formam um quadrilátero em torno de um vasto pátio; o castelo foi declarado monumento histórico em 2003 por suas decorações e pinturas (frescos na capela, lareiras e afrescos no edifício principal).
No 6 de junho de 1785 , a última herdeira da família Sauvage d'Yquem, Françoise Joséphine, casou-se com Louis-Amédée de Lur-Saluces, coronel do regimento Penthièvre-dragons (um regimento de cavalaria), que era de família nobre. Louis-Amédée morre em no 31 de outubro de 1788 em Paris) após uma queda de cavalo no acampamento militar de Saint-Omer-en-Chaussée (hoje em Oise ), deixando a propriedade para sua viúva. É sob a gestão deste último que se desenvolve a reputação do vinho de Yquem.
No seculo XVIII, os vinhos produzidos em torno de Sauternes não eram licorosos como hoje, mas vinhos brancos relativamente doces; a vindima foi feita o mais tardiamente possível (até finais de Novembro) para se obter um vinho doce, quando o Outono o permitia. Thomas Jefferson, embaixador dos Estados Unidos com Luís XVI, os exibe na América:
« O vinho branco Sauternes da sua colheita, que teve a bondade de me enviar para Paris no início do ano de 1788, foi tão bem aprovado pelos americanos que o provaram, que não tenho dúvidas de que os meus compatriotas geralmente não o encontram tanto ao seu gosto. Agora que estou estabelecido aqui, convenci o nosso Presidente, General Washington, a tentar uma amostra. Ele pede-lhe trinta dúzias, Senhor, e eu peço-lhe dez dúzias para mim... »

### Período contemporâneo

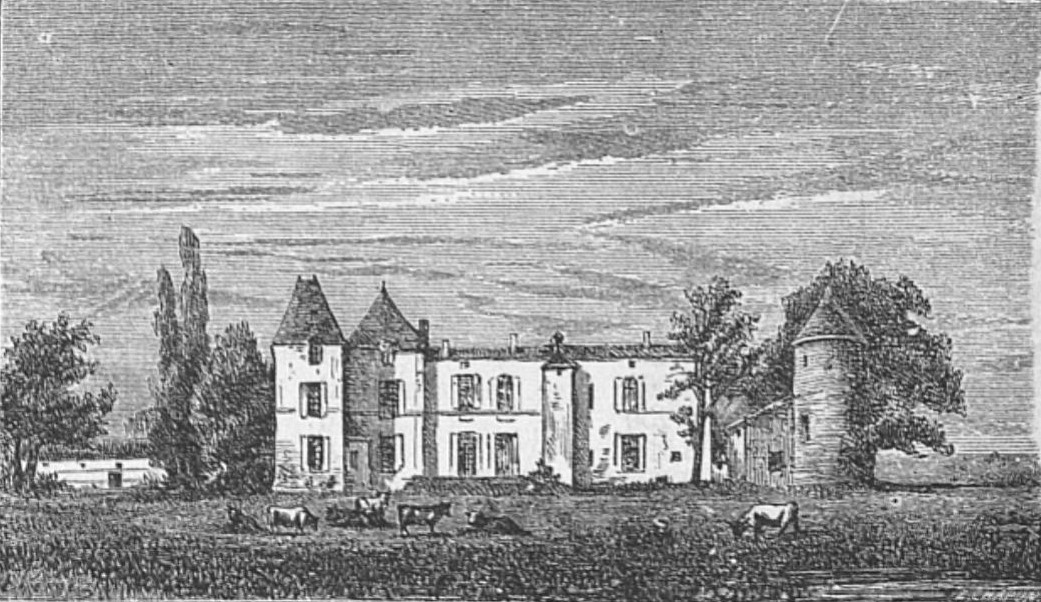
Ilustração do Château d'Yquem em 1893

Foi no seculo XVII  que nasceu o hábito de triar sucessivamente as bagas atacadas pela podridão nobre ( Botrytis cinerea ), práticas imitadas da Renânia ( Trockenbeerenauslese ) e da Hungria ( Tokaji ). O filho de Françoise-Joséphine Sauvage d'Yquem, Antoine Marie Henri Amédée de Lur Saluces (1786-1823), foi nomeado camareiro do imperador em 1810, mas recusou esse título e teve que realizar, por ordem do imperador, a campanha da Rússia . Em 1812 ele foi feito prisioneiro pelos cossacos. Libertado, tornou-se ajudante de campo do Duque de Angoulême quando o Império caiu, mas morreu de uma epidemia de febre amarela em julho de 1823; Romain Bertrand (1810-1867), seu filho assumiu o título de marquês . Associado desde muito cedo pela avó nos negócios, substituiu Joséphine com a sua morte em 1851, obtendo em 1855 a classificação de Premier Cru Supérieur na Exposição Universal de Paris. Yquem ficou famoso quando o grão-duque Constantin, irmão do Czar, comprou um barril da safra de 1847 em 1859 por 20 000 francs-or (.
O filho) de Romain-Bertrand, Amédée-Eugène-Louis (1839-1894), foi deputado por Gironde ; o quarto herdeiro é Eugène Henri Marie (1852-1922), membro da Action française; Seu filho Bertrand nasceu em Melun (77),  no 20 de janheiro de 1888  de Marie Anne Isabelle de Mac Mahon, ele pertence a uma das famílias nobres mais antigas da Aquitânia . Foi na Bélgica que Bertrand de Lur Saluces estudou, no colégio de Antoing . Diploma em filosofia em 1904 e matemática em 1905, teve uma vasta cultura obtida em parte na universidade  . Ele era fluente em alemão, italiano, inglês e russo. Paralelamente à sua atuação nos Landes, Bertrand de Lur Saluces dirigiu o Château d'Yquem e participou, a partir da década de 1920, na revitalização do Château de Fargues.
Pertencente a uma família da nobreza da espada, a defesa da pátria foi uma prioridade para Bertrand de Lur Saluces que participou nos dois conflitos mundiais do século XX. Em 1909, alistou-se na cavalaria. Então, durante a Primeira Guerra Mundial, ele se juntou à artilharia. Ele participou no combate do Caminho das Damas (1917), onde foi ferido e gaseado. Ele volta com bronquite crônica. A sua atuação durante o conflito valeu-lhe o posto de tenente, convocação para a ordem da divisão em 1917 e em 1918 a cruz de guerra com as palmas e a cruz da legião de honra na qualidade militar. Em 1939, aos 51 anos, capitão de artilharia, foi chamado de volta à bandeira. Ele foi feito prisioneiro com seu regimento e passou dois anos nos oflags. O Marquês de Lur Saluces é especialmente famoso por suas muitas atividades sindicais e corporativas, pela defesa e promoção do vinho francês
Como Presidente da União dos Grands Crus Classés da Gironde e do Comitê Nacional de Propaganda do Vinho, ele está no centro do sistema de defesa dos Grands Crus.
Mas é dentro do Syndicat viticole des vinhos de Sauternes e Barsac que sua ação é mais decisiva. Esta união nasceu em 1908, presidida pelo pai de Bertrand, o conde Eugène. Foi nessa época que surgiu a questão dos limites regionais e administrativos. Mas foi realmente sob a presidência de Bertrand de Lur Saluces que a ação do sindicato se acelerou. Entre as duas guerras, muitas fraudes contribuíram para dar uma má imagem ao vinho Sauternes. Em 1928, Bertrand de Lur Saluces abordou o problema :
" “Parece, de facto, que o nome de Sauternes já não evoca para as nossas novas gerações o néctar de que os nossos antepassados diziam com terno respeito ter sido o primeiro vinho do mundo e o sol em garrafas”. Se isso fosse verdade, sem dúvida seria por causa do abuso copioso que foi feito do nome Sauternes por tantos não titulares de direitos, até o dia em que nosso sindicato se encarregou de corrigi-lo. Mas a prova de que o nome de Sauternes ainda assim conservou alguma notoriedade em todo o mundo, encontro-a precisamente no cuidado que temos de nos enfeitar com o seu brilho (…) explorando … »
Nunca um viticultor foi tão intransigente quanto à qualidade do seu vinho como Bertrand de Lur Saluces. Descartou, tanto em Yquem quanto em Fargues, as colheitas que considerava medíocres demais. Como presidente do sindicato dos vinhos Sauternes e Barsac, participou da criação da denominação. Pela lei de 1919, ao custo de 26 caríssimos processos, distribuídos em 15 anos, 17 municípios foram eliminados da área de denominação de origem. O marquês multiplica então a correspondência com os advogados do sindicato (como Maître Roquette-Buisson), os artigos na imprensa, as conferências sobre a particularidade do vinho Sauternes. No plano nacional, seus artigos publicados nos principais jornais franceses contribuíram para um efetivo atendimento ao senador Joseph Capus, que esteve na origem da ação em favor da defesa dos vinhos. Em 1935, foi criado o Comitê Nacional de Denominações de Origem (que se transformou em Instituto Nacional de Denominações de Origem em 1947) graças à ação conjunta do senador e do marquês, consultados para a redação de decretos. Bertrand de Lur Saluces faz todos os esforços para defender a viticultura. Ele informava os viticultores sobre as inovações por meio de conferências, organizava recepções e às vezes podia ser virulento, como o presidente de uma agência de viagens em 1930 que havia concedido muito pouco espaço aos vinhos Sauternes em seu guia.
Também incentivou os vários produtores a participarem em inúmeras exposições nacionais (em 1926, Exposição Nacional dos Vinhos Franceses no Palácio de Glace dos Champs-Elysées) e colocou anúncios em canais de rádio e televisão para elogiar as qualidades deste vinho.
Bertrand de Lur Saluces morre de paragem cardíaca nas ruas de Bordéus, no 19 de dezembro de 1968. Solteiro e sem descendência, pouco antes de sua morte escolheu seu sobrinho Alexandre de Lur Saluces para sucedê-lo na chefia das fazendas Lur Saluces.
Em 1996, o Château d'Yquem foi objecto de um investimento de capital por parte do grupo LVMH - Moët Hennessy Louis Vuitton, conseguindo comprar os primeiros 38 %, então a maioria das ações de 1999 (apesar da propriedade conjunta entre Alexandre e seu irmão Eugène), representa atualmente 64 %. Em maio de 2004, a gestão foi confiada a Pierre Lurton (que também cuidou do Château Cheval-Blanc em Saint-Émilion ).
Em maio de 2019 , Bernard Arnault anuncia a conversão orgânica do Château d'Yquem.

## Etimologia
O nome de " Yquem », como a de Michel Eyquem de Montaigne, tem origem germânica : de aigan (ter) e helm ( Elmo ) combinados para dar aighelm, depois Ayqem e finalmente Yquem. A forma germânica foi latinizada para Aichelmus.

## Um fungo no coração do aroma
Se o vinho Yquem é chamado de " vinho licoroso deve-se à presença de um fungo com propriedades muito específicas. Botrytis, fungo fitopatogénico habitualmente muito temido pelos viticultores, é, em determinadas condições climatéricas, um verdadeiro tesouro aromático. É o caso particular do vinho de Yquem que beneficia das características procuradas desta " podridão nobre ".
A propriedade vinícola Château d'Yquem reúne todas as condições climáticas necessárias para o desenvolvimento de Botrytis cinerea em sua forma mais apreciável. No outono, a alternância da névoa da manhã devido à presença do rio Ciron perto da vinha, e das tardes secas pelo vento, permite notavelmente o aparecimento desta variedade de fungo microscópico nas vinhas de Yquem. O solo argiloso e rico em água da propriedade vinícola também é favorável ao status " nobre do Botrytis cinerea.
O método de colheita por “ triagem  » adotada há muito tempo pelos viticultores do Château d'Yquem tem o papel de otimizar as propriedades aromáticas deste fungo. Na verdade, os cachos são separados um a um para colher apenas os grãos nos quais está presente o famoso Botrytis cinerea . Botrytis cinerea dá ao vinho de Sauternes um aroma doce e ácido. É em parte graças às condições climáticas próprias da propriedade vitivinícola e aos métodos utilizados pelos viticultores para favorecer a presença deste fungo que o vinho Yquem é hoje tão prestigiado.

## O processo de vinificação
Terminada a vindima, chega o momento da vinificação . Este processo é particularmente longo e caracteriza-se por vários ciclos de prensagem, uma fase de fermentação e uma fase de envelhecimento. Transportadas em contentores para os lagares, as uvas têm de passar por diferentes ciclos de prensagem. Esta etapa extrai o suco das uvas. Os diferentes mostos obtidos após as diferentes operações de prensagem são misturados em um único lote em barris. Quando o mosto é colocado nas barricas, está pronto para ser fermentado. Devido ao elevado teor de açúcar observado neste tipo de uva, o período de fermentação é particularmente difícil e longo. Embora dure em média entre duas e três semanas, às vezes pode durar até seis semanas. Naturalmente, a fermentação termina em cerca de 13,5 graus de álcool. O líquido obtido não é outro senão o licor de Yquem. A última etapa da preparação do vinho Yquem é o envelhecimento. Este processo tem por função revelar todos os aromas do vinho, realizando várias trasfegas a intervalos regulares. A fase de envelhecimento dura cerca de três anos. É, portanto, apenas na quarta primavera após a colheita que o vinho é finalmente engarrafado. O envelhecimento consiste em otimizar a qualidade do vinho, separando regularmente o depósito no fundo das barricas do vinho límpido. As trasfegas são realizadas a cada três meses durante todo o período de espera antes do engarrafamento.

## Envelhecimento
O envelhecimento do vinho no Château d'Yquem é a etapa mais longa na preparação do vinho. Este é o período decisivo para a qualidade do vinho e seu lote final. Antes de transportar as barricas para a adega de envelhecimento da propriedade, elas são submetidas a diversos controles e análises para estabelecer uma pré-montagem. Os diferentes cuvées são primeiro colocados separadamente em barris até a primeira primavera após a vindima . É então que os lotes cujas características não correspondem aos critérios de seleção são descartados. Esta primeira montagem permite " levantar » o vinho seleccionado na adega disponibilizada para o efeito. O envelhecimento do vinho Yquem dura três anos, um longo período que irá refinar consideravelmente as propriedades aromáticas do Sauternes .O vinho, ainda em barricas, sofre reabastecimento semanal denominado " cobertura durante este período de espera. Isso também é pontuado por quinze trasfegas. Essas ações consistem em retirar grandes depósitos. A colagem é realizada para clarificar o vinho e eliminar as partículas em suspensão. Quatro anos após a colheita das uvas, o lote final pode finalmente ser feito. As degustações permitem selecionar o melhor vinho. O engarrafamento é então realizado em condições ideais. O vinho é arrolhado com uma  de milímetro antes de ser servido e apresentado aos apreciadores através dos corretores.

## Prensagem
Apenas uma hora separa o final da colheita do início da prensagem no castelo. Esta etapa essencial na elaboração do vinho consiste na extração do suco das uvas. Na herdade, a fragilidade e a textura dos bagos são tidas em conta antes de cada prensagem. A propriedade vinícola de Yquem tem seu próprio modo de operação no que diz respeito à etapa de prensagem. As prensas são em número de três a quatro e cada uma delas apresenta resultados surpreendentes no mosto . Ao contrário do que se pode observar com outros tipos de vinhos brancos, os sumos Yquem são enriquecidos em açúcar após cada prensagem. Os métodos usados na propriedade não são exclusivos da prensagem. Com efeito, ao longo da elaboração do vinho, as técnicas utilizadas são retiradas de uma herança ancestral. Ao final da primeira etapa de prensagem realizada em prensa pneumática, 75 % do suco é obtido. O “ peso do álcool atinge então cerca de 19°. 15 % do suco é representado na segunda prensagem, que geralmente atinge 21° de álcool. Na terceira etapa, o teor alcoólico fica em torno de 25°. A prensagem não para por aí, pois a torta de bagaço resultante desse processo tradicional é então esfarelada e desengaçada antes de ser submetida novamente à ação da prensa vertical, de forma a extrair todo o suco possível. . No final da prensagem, os mostos são agrupados e acondicionados em novas barricas.

## Situação

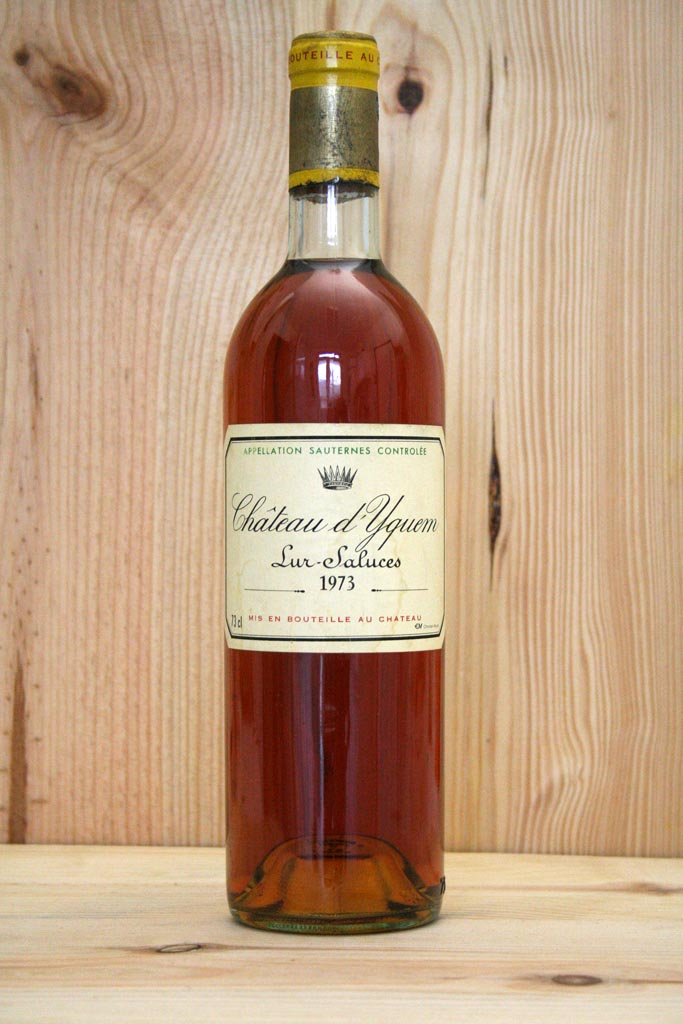
Château d'Yquem, safra 1973

A herdade tem 133 hectares, dos quais 113 ha estão plantados com vinhas mas apenas 102 ha são explorados, sendo a diferença correspondente às vinhas muito jovens. : dois a três hectares são arrancados a cada ano, depois deixados em pousio por um ano antes de serem replantados, as uvas não são utilizadas por cinco anos.

### Geologia
Graves, subsolo argiloso, areia e calcário.

## Vinhedo

### Variedades de uva
Apenas duas variedades de uva são plantadas : semillon (75 % de superfícies) com casca grossa para resistir ao apodrecimento, e o Sauvignon Blanc (o 25 % restante).

### Rendimento
O rendimento é de apenas 9 hectolitros por hectare e em alguns anos, se a qualidade não for considerada suficiente, as garrafas não são comercializadas. No outono, as névoas da manhã e as tardes ensolaradas permitem o desenvolvimento da podridão nobre. O resultado é um mosto de 18 a 30% de potencial alcoólico, ou 300 a 600 gramas de açúcar por litro, dependendo do ano.
A vindima estende-se por um longo período de tempo durante o qual as uvas são vindimadas à mão, individualmente, durante cinco a seis triagens em Outubro (totalizando dez triagens até Dezembro em determinados anos).

## Vinhos

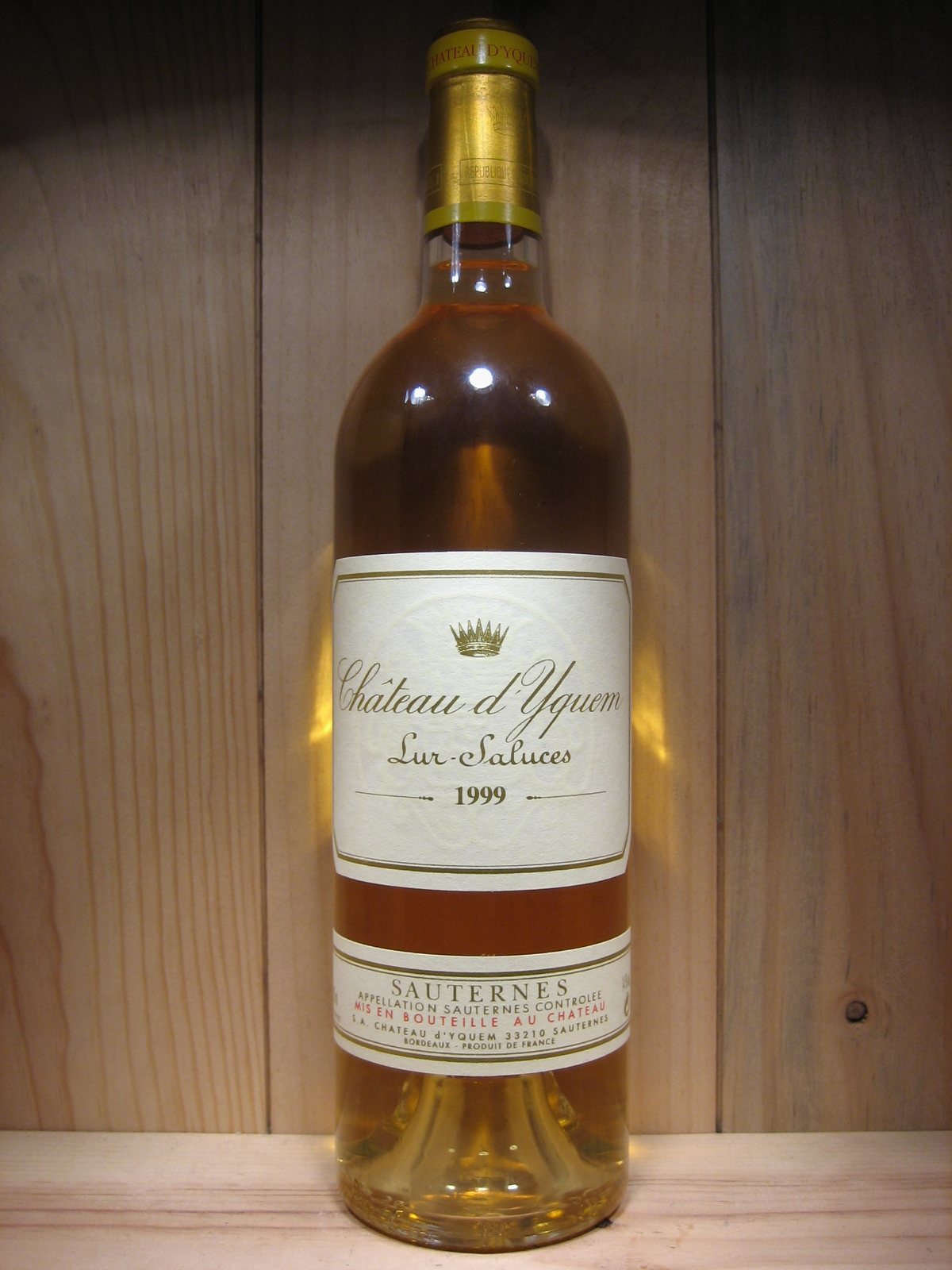
Garrafa de Château d'Yquem, safra 1999

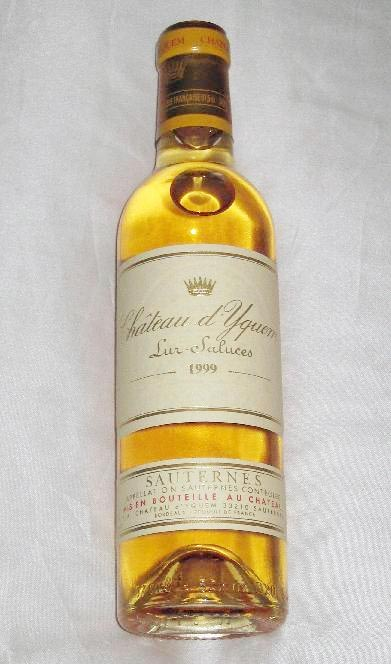
Filete (meia garrafa de 37,5 cl) do Château d'Yquem, safra 1999

Os vinhos caracterizam-se pela sua complexidade devido à grande quantidade de açúcares residuais e aos aromas trazidos pela Botrytis cinerea . A acidez relativamente alta ajuda a compensar a doçura.
Outra característica pela qual Château d'Yquem é conhecido é a sua longevidade. Em bons anos uma garrafa só exibirá suas qualidades excepcionais após uma década ou duas na adega, e com cuidado as manterá por um século ou mais, adicionando complexidade.

### Y
Desde 1959, o Château d'Yquem produz um vinho branco seco chamado " Y (e antes de 2004 ) Y de Lur-Saluces », elaborado a partir de proporções iguais de Sémillon e Sauvignon Blanc.
Este vinho, como o grande vinho, não é produzido todos os anos. A safra de 2005 foi a primeira safra de Yquem colocada à venda em primeur.
Não sendo licoroso, o " Y não tem direito a denominação de Sauternes, mas a de Bordéus .

### As safras
Para muitos, este vinho branco licoroso é considerado o melhor do mundo. Para as maiores safras, tem que se espera 50 ou até 100 anos.
Durante certos anos medíocres, quando a qualidade não é considerada suficiente, alguns produtores de safras de prestígio rebaixam parcialmente ou totalmente sua colheita. É o caso do Château d'Yquem. Por outro lado, os profissionais lembram-se das safras lendárias deste Château.
| Grandes safras  | 1825 | 1847 | 1865 | 1870 | 1893 | 1904 | 1921 | 1937 | 1947 | 1959 | 1967 | 1983 | 1986 | 1988 | 1990 | 1997 | 2001 | 2015 |
| Anos sem safras | 1910 | 1915 | 1930 | 1951 | 1952 | 1964 | 1972 | 1974 | 1992 | 2012 |      |      |      |      |      |      |      |      |

### Os preços
Os preços do grande vinho do Château d'Yquem aproximan-se dos 200 euros para as safras menos procuradas, como 2002, 1993, 1987, até vários milhares de euros para as grandes safras antigas.